# Daniel Howard
Daniel Allan Howard (Kingscote, 13 dicembre 1976) è un pallavolista australiano.
Gioca nel ruolo di centrale.

## Carriera
La carriera di Daniel Howard comincia in Germania nel Tumverein dove resta fino al 1998, anno in cui si trasferisce nel campionato italiano nel Gioia del Volley, in serie A2, dove resta per due stagioni.
Nella stagione 2000-01 viene ingaggiato dal 4 Torri Ferrara, in serie A1, mentre in quella successiva passa al Volley Milano a campionato iniziato, giocando anche la fase finale di Coppa CEV, chiusa al terzo posto.
Nel 2002 inizia un lungo sodalizio con l'API Verona (poi BluVolley Verona), facendo la spola tra la serie A1 e la serie A2, dove tra l'altro vince anche una Coppa Italia di categoria: già facente parte della nazionale australiana, vince in questo periodo e precisamente nel 2007, la sua prima medaglia d'oro al campionato continentale, dove viene eletto poi anche miglior giocatore.
Nella stagione 2007-08 passa alla Gabeca Pallavolo dove resta per due annate per poi ritornare nuovamente a Verona.

## Palmarès

### Club
- Campionato italiano A2: 1

2003-04
- Coppa Italia di Serie A2: 1

2003-04

### Premi individuali
- 1997 - AVF: Pallavolista australiano dell'anno
- 1998 - AVF: Pallavolista australiano dell'anno
- 2000 - Giochi della XXVII Olimpiade: Miglior attaccante
- 2001 - Campionato asiatico e oceaniano: Miglior muro
- 2001 - AVF: Pallavolista australiano dell'anno
- 2002 - AVF: Pallavolista australiano dell'anno
- 2003 - Campionato asiatico e oceaniano: Miglior realizzatore
- 2003 - AVF: Pallavolista australiano dell'anno
- 2004 - AVF: Pallavolista australiano dell'anno
- 2007 - Campionato asiatico e oceaniano: MVP